# Силланпяя, Мийна
Мийна Силланпяя (фин. Miina Sillanpää; 4 июня 1866, Йокиойнен, Великое княжество Финляндское, Российская империя — 3 апреля 1952, Хельсинки) — финский политический и государственный деятель. Член Социал-демократической партии Финляндии. Второй министр социального обеспечения Финляндии (1926—1927), депутат эдускунты (парламента) (1907–1911, 1914–1917, 1919–1933, 1936–1948), экономический советник.

## Биография
Родилась 4 июня 1866 года в Йокиойнене.
По результатам парламентских выборов 15—16 марта 1907 года стала одной из 19 женщин, избранных в новый однопалатный парламент (эдускунту). Была депутатом в 1907–1911, 1914–1917, 1919–1933 и 1936–1948 годах. В общей сложности она занимала пост депутата парламента 38 лет.
Назначена вторым министром социального обеспечения Финляндии в однопартийном правительстве меньшинства под руководством премьер-министра Вяйнё Таннера, которое проработало 370 дней с 13 декабря 1926 года по 17 декабря 1927 года. Стала первой в истории Финляндии и второй в Европе женщиной-министром.
Была одной из центральных женских фигур в руководстве Социал-демократической партии Финляндии 1920—1930-х годов.
Уделяла основное внимание социальной политике, в особенности улучшению положению женщин. Мийна Силланпяя занималась реализацией планов Финского социалистического союза женщин. Необходимо было построить Дом матери в Хельсинки для находящихся в кризисной ситуации незамужних матерей и их детей. Проект поручили архитектору Эльне Кильяндер
2 июня 1942 года прошло торжественное открытие.
Архитектор Эльна Кильяндер на практике хотела воплотить в жизнь идеалы, касающиеся потребностей детского мира в плане чистоты, солнечного света и других возможностей для здорового воспитания. Множество балконов и холлов обеспечивают достаточно места для движения, несмотря на то, что комнаты небольшие.Силланпяя, Мийна.
В 2016 году, в связи со 150-летием со дня рождения активистки, Общество Миины Силланпяя инициировало поднятие по всей стране флагов 1 октября (в этот день в 1906 году был издан указ о замене сословного сейма однопалатным парламентом и был принят закон о выборах, который дал всем гражданам Финляндии полные политические права). В настоящее время организация выступает за то, чтобы придать этому дню официальный статус.